# José Manuel Blecua Perdices
Pour les articles homonymes, voir José Manuel Blecua, Blecua et Perdices.
José Manuel Blecua Perdices (né à Saragosse en 1939), est un philologue espagnol, fils du philologue José Manuel Blecua Teijeiro et frère du philologue Alberto Blecua Perdices.

## Œuvres
- Atlas de la literatura española. Barcelone, Jover, 1972.
- Lingüítica y significación. Barcelone, Salvat, 1973.
- Gramática española. Barcelone, Ariel, 1979. (Avec Juan Alcina Franch)
- Qué es hablar. Barcelone, Salvat, 1982.
- Literatura española. Madrid: SA de Promoción y Ediciones, 1988.
- Diccionari avançat de sinònims i antònims de la llengua catalana. Barcelone, Bibliograf, 1997. 7.ª ed. (Comme directeur)
- Estudios de grafemática en el dominio hispánico. Salamanca, Universidad de Salamanca / Instituto Caro y Cuervo, 1998. (Comme éditeur, avec Juan Gutiérrez y Lidia Sala)
- Diccionario general de sinónimos y antónimos. Barcelone: VOX Universidad, 1999. (Comme directeur)